# Suzaku Kururugi
Suzaku Kururugi (枢木 スザク Kururugi Suzaku?) es un personaje ficticio de las series de anime Code Geass y Code Geass R2. Es el hijo del antiguo primer ministro de Japón, Genbu Kururugi. Amigo de la infancia de Lelouch, luego de la derrota de su país a manos de Britannia y de la muerte de su padre, Suzaku se unió al ejército de Britannia, en el cual, permanece hasta el final de toda la serie.

## Descripción
Suzaku nació en 10 de julio del 2000 a.t.b.. Hijo del, por entonces, primer ministro de Japón, Genbu Kururugi, es un joven de media estatura, cabello castaño y ojos verdes que odia la violencia.
Cuando se sabe que asesinó a su padre, justifica que fue con la esperanza de detener al guerra entre su país y el Imperio, dado que su padre le ordenó a los japoneses que luchen hasta el final.("Yo actué de forma infantil.")
Con cualidades físicas excepcionales, Suzaku se unió al ejército de Britannia con la esperanza de evitar más asesinatos innecesarios. Pilota en Lancelot y es parte de las fuerzas irregulares del área 11 bajo las órdenes de la princesa Cornelia.

## Personalidad
Es un joven vivaz, muy ágil en lo físico y con una gran habilidad para pilotar Knightmare. Suzaku es muy apegado a los reglamentos y odia la violencia, por ende, odia los métodos de Zero. Si bien, en un principio, no le agradaba Lelouch por ser briatnnian, terminó aceptándolo al ver que no tenía los ideales del imperio. Esto lo llevó a convertirse en el único amigo de Lelouch. Es bastante alegre, y se lleva bien, además de Lelouch, con Nunnally. Su enemistad con el joven britannian comienza cuando V.V. le cuenta la verdad sobre la muerte Euphemia. Suzaku cree que puede cambiar a Britannia desde adentro y convertirlo en un mejor país.
Suzaku asesinó a su padre en un desesperado intento por frenar la guerra entre Japón y Britannia aunque las consecuencias no fueron las que él esperaba.
Si bien, cada vez que le hablan del hecho él se queda estático y confundido, al final de la serie logra asimilarlo.
Su vida cambia cuando conoce a Euphemia Li Britannia, la tercera princesa imperial, quién lo elige como su caballero. Al ser ambos de la misma edad tienen cierta química que los favorece. El gran giro, ocurre cuando Euphie se enamora de él y luego es asesinada por Zero. Consumado este hecho él toma rencor hacia Zero al punto de ir a buscarlo para matarlo.
A partir de la segunda temporada, su carácter se vuelve más serio y frío. Escalando posiciones gracias a sus traiciones, Suzaku decide ayudar a su amigo al descubrir su verdadero plan.

## Historia

### Code Geass R1

#### Reencuentro y despedida con Lelouch
Suzaku es enviado a buscar la cápsula con gas venenoso (la cual contenía a C.C.) junto con un gran grupo de Britannianos Honorarios (Soldados que se unen al ejército de Britannia pero que su nacionalidad corresponde a las áreas conquistadas). Él es quien localiza el camión terrorista y procede a detenerlos hasta que lleguen las tropas principales. En el lugar, se encuentra con su amigo de la infancia, Lelouch, quien había caído fortuitamente en el lugar. Inesperadamente, la cápsula que contiene el "gas" se abre y, de ella, emerge una chica joven que se encontraba amordazada. Los amigos la ayudan e inmediatamente acuden al lugar las tropas especiales de Britannia. El superior de Suzaku le ordena asesinar a Lelouch interpretando que es un terrorista. El japonés se niega y el jefe decide matar a Suzaku por insubordinarse.

#### El Lancelot
Suzaku despierta en un carro médico de Britannia localizado en las cercanías del carro de combate del príncipe Clovis. Allí, lo saludan el Conde Lloyd y su asistente, Cecile Chormy. Su vida se salvó por un reloj/amuleto que Suzaku llevaba en un bolsillo de su uniforme. Luego de intercambiar unas palabras, Lloyd le ofrece a Suzaku pilotear el primer Knightmare frame de séptima generación, el arma cooperativa del Departamento de Tecnología, el Lancelot Z-01.
Suzaku acepta la propuesta, monta el Knigthmare, y se dirige al gueto de Shinjuku donde los terroristas, usando Sutherlands y bajo el control de Zero, habían eliminado por completo a las máquinas del ejército de Britannia. Suzaku pilotea el Knightmare con gran habilidad y elimina casi por completo a todos los terroristas del lugar, sin embargo, se detiene cuando perseguía al último enemigo para salvar a un civil.

## Habilidades

### Físicas
Suzaku es muy hábil en las actividades físicas, algo claramente indispensable para cualquier soldado. Supera ampliamente a su amigo, Lelouch, en este aspecto.

### Entrenamiento militar
Como buen soldado, recibió entrenamiento militar y de lucha, además de haber sido discípulo de Tōdō en el pasado. Él conoce su fuerza y sabe lo peligrosa que puede ser para los demás; es por eso que intenta evitar usarla siempre que puede.

### Inteligencia
Si bien Suzaku no se destaca por su inteligencia, Lelouch destaca este hecho cuando, durante los últimos episodios, el joven japonés, se "aprovechó" de geass que le fue impuesto por su amigo para que viva para aumentar su fuerza en los combates.